# Гришин, Сергей Ильич
Сергей Ильич Гришин (1915—1995) — машинист врубовой машины шахты № 4 треста «Скуратовуголь» комбината «Тулауголь» Министерства угольной промышленности западных районов СССР, Герой Социалистического Труда.

## Биография
Родился в 1915 году в деревне Долгое Богородицкого уезда Тульской губернии, ныне Киреевского района Тульской области, в крестьянской семье.
Окончив два класса сельской школы в родной деревне, стал помогать отцу по хозяйству. Работать на производстве стал в 11-летнем возрасте в качестве ученика по самоварной части в мастерской деревни Плеханово. В 1931 году ещё подростком пришёл работать на шахту № 12 Болоховского района Тульской области: сначала работал ламповщиком, затем коногоном. В 1934 году перешёл на шахту № 20 треста «Болоховуголь» вагонщиком, самостоятельно освоил мастерство забойщика.
В 1938—1939 годах Сергей Гришин служил в РККА. Демобилизовавшись, вернулся в свою шахту, стал одним из первых, кто освоил работу на врубовой машине, а затем обучился работе на штрековой машине. С началом Великой Отечественной войны написал заявление идти добровольцем на фронт. Однако он был оставлен для работы в тылу, проработав шахтёром до конца войны. В начале 1946 года его перевели на шахту № 4 недавно созданного
треста «Скуратовуголь», где трудился сначала врубовым машинистом, а затем был назначен бригадиром скоростной горнопроходческой бригады. Благодаря введенным С. И. Гришиным изменениям в организации труда проходчиков, выработка бригады утроилась, увеличилась полезная глубина отбойки, сократились сроки проветривания забоев после взрывания. В 1947 году он стал членом ВКП(б)/КПСС.
28 августа 1948 года Указом Президиума Верховного Совета СССР за выдающиеся успехи в деле увеличения добычи угля, восстановления и строительства угольных шахт и внедрение передовых методов работы, обеспечивающих значительный рост производительности труда, Гришину Сергею Ильичу было присвоено звание Герой Социалистического Труда с вручением ордена Ленина и Золотой Звезды «Серп и Молот».
К 1956 году Гришин освоил новый угольный комбайн. В 1956—1958 годах работал комбайнером на шахте № 27 треста «Щёкинуголь». В 1958—1960 годы ‒ вновь на Болоховской шахте № 20. В 1960—1965 годах был горным мастером Щёкинской шахты № 27.
В 1965 году Сергей Ильич вышел на пенсию. Жил в посёлке Западный Скуратовского микрорайона Тулы.
Дата и место его смерти неизвестны.

## Награды
- Медаль «Серп и Молот» (28.8.1948)
- Орден Ленина (28.8.1948)
- Медаль «За трудовую доблесть» (4.9.1948)